# 42. Feldartillerie-Brigade (Deutsches Kaiserreich)
Die 42. Feldartillerie-Brigade  war ein Großverband der Preußischen Armee.

## Geschichte
Die 42. Feldartillerie-Brigade   wurde zum 1. Oktober 1912 in Saarbrücken aufgestellt und am 16. Februar 1917  zum Artilleriekommandeur 42  umfunktioniert, dem damit die taktische Führung der gesamten Feld- und schweren Artillerie oblag.
Sie war Teil der 42. Division mit Standort in Saarburg, die dem XXI. Armee-Korps in Saarbrücken zugeordnet war.

### Gliederung
- 1912 bis 1914

Feldartillerie-Regiment „von Holtzendorff“ (1. Rheinisches) Nr. 8, 1. Ober-Elsässiches Feldartillerie-Regiment Nr. 15
- Kriegsgliederung bei Mobilmachung 1914

Wie vor
- Kriegsgliederung am 1. Januar 1918

Artillerie-Kommandeur Nr. 42, 1. Ober-Elsässisches Feldartillerie-Regiment Nr. 15

### Erster Weltkrieg
Die Brigade kam mit Kriegsbeginn im Verband der 42. Division bis Mitte Januar 1915 an der Westfront zum Einsatz,  wurde an die  Ostfront verlegt, wo sie bis zu ihrer Rückkehr in den Westen Ende Dezember 1917 kämpfte. Hier war sie bis zum Ende des Krieges eingesetzt, räumte die besetzten Gebiete  und kehrte in die Heimatgarnisonen zurück.
Zu den Kampfhandlungen, Gefechten und Schlachten siehe Kampfgeschehen der 42. Division.

### Brigadekommandeure
| Name                  | Datum                                              |
| --------------------- | -------------------------------------------------- |
| Emil Waldorf          | 1. Oktober 1912 bis 3. April 1914                  |
| Maximilian Krahmer    | 4. April 1914 bis 12. Oktober 1914                 |
| Gustav Köhler         | 13. Oktober 1914 bis 21. Februar 1917              |
| Gustav von Oertzen    | 22. März 1917 bis Kriegsende                       |
| Emil Bernhard Marcard | 12. Januar 1919 bis 8. Juli 1919 (Demobilisierung) |